# Drei Tage auf dem Lande

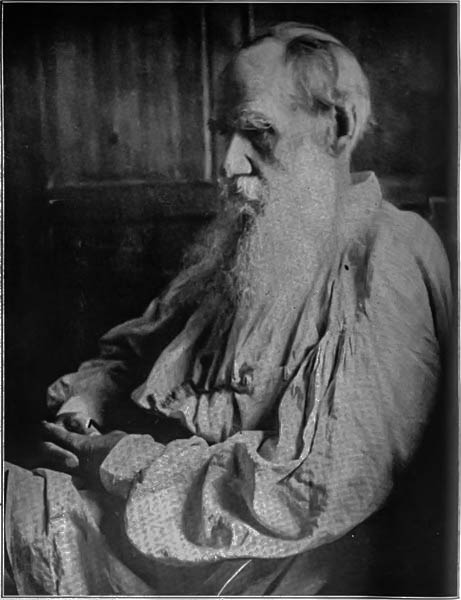
Lew Tolstoi im Jahr 1908

Drei Tage auf dem Lande (russisch Три дня в деревне, Tri dnja w derewne) ist eine Erzählung von Lew Tolstoi, die 1909 entstand, Mitte Januar 1910 vollendet wurde und im selben Jahr im Septemberheft des Sankt Petersburger Westnik Jewropy erschien. 1983 kam der Text in Bd. 14 Powesti und Erzählungen der 22-bändigen Tolstoi-Ausgabe im Verlag für Künstlerische Literatur in Moskau heraus.

## Inhalt
Tolstoi gibt sich als Ich-Erzähler zu erkennen. Er – als einer der Besitzenden – klagt die russische Regierung an und prophezeit: Die nächste Volkserhebung wird von den Herrschenden ebenso verschuldet werden wie die letzte Revolution von ihnen verschuldet worden war. Tolstoi missbilligt die polizeilichen Übergriffe, sinnlosen Verbannungen, Einkerkerungern, Verurteilungen zu Zwangsarbeiten und die täglichen Hinrichtungen. Nach Tolstois Ansicht wird sich das Volk dafür rächen.
Es geht nicht um die Armut in den russischen Städten. Tolstoi redet von den hunderttausenden unglücklicher, obdachloser Landstreicher, die auf dem Dorfe nicht etwa vom Gutsherrn, Priester, Diakon oder Kaufmann für eine Nacht beherbergt und beköstigt werden, sondern allein vom russischen Bauern, der – mit der Familie zumeist in beengten Verhältnissen lebend – weiter nichts als seine Christenpflicht erfüllt. Daneben werde der russische Bauer von Steuereintreibern rücksichtslos seines Besitzes beraubt. Tolstoi geht die Hierarchie der Steuereintreiber von unten nach oben durch und findet in dieser Reihe keinen Beamten, der sich schuldig fühlt.
Um auf die Landstreicher zurückzukommen – diese sind keine Bettler, sondern junge, gesunde Arbeitslose oder auch Rückwanderer aus der Verbannung. Gewöhnlich gibt Tolstoi einen solchen Bettler, der nach einer klärenden Befragung gar keiner ist, fünf Kopeken. Einer der aufdringlicheren Landstreicher presst Tolstoi mit der Nebenbemerkung, für fünf Kopeken könne er sich gleich erhängen, zwanzig Kopeken ab.
Tolstoi weist auf den Unterschied des Bettlers zu der neuen Landstreichergeneration hin. Früher habe der Bettler im Gebenden jemanden gesehen, der auf sein Seelenheil bedacht gewesen wäre. Hingegen der neuere Landstreicher, von dem die Rede ist, betrachte den Gebenden als Verbrecher, der der arbeitenden Bevölkerung das Blut aussauge.
Tolstoi verachtet das Wohlleben der Begüterten. Der Leser gelangt am Ende des bedrückenden Textes zu der Erkenntnis, Tolstoi als Besitzender kann das allgegenwärtige Elend zwar einprägsam beschreiben, doch fast nichts dagegen ausrichten.

## Deutschsprachige Ausgaben
- Drei Tage auf dem Lande. Aus dem Russischen übersetzt von Hermann Asemissen. S. 419–444 in: Eberhard Dieckmann (Hrsg.): Lew Tolstoi. Hadschi Murat. Späte Erzählungen. Bd. 13 von Eberhard Dieckmann (Hrsg.), Gerhard Dudek (Hrsg.): Lew Tolstoi. Gesammelte Werke in zwanzig Bänden. Rütten und Loening, Berlin 1986 (Verwendete Ausgabe)